# リチャード・ホフマン (作曲家)
リチャード・ホフマン（Richard Hoffman, 1831年5月24日 - 1909年8月17日）は、イングランド出身のアメリカ合衆国のピアニスト、作曲家。

## 生涯
ホフマンはマンチェスターに生まれた。幼い頃からアントン・ルビンシテイン、フランツ・リスト、ジギスモント・タールベルク、テオドール・デーラー、レオポルト・フォン・マイヤーらの薫陶を受け、15歳くらいの頃にニューヨークへと移住した。アメリカ到着後はソリストとして国内で演奏旅行を行い、伴奏者としてジェニー・リンドのツアーにも同行した。ルイス・モロー・ゴットシャルクと共演したことがある他、1875年にはニューヨークでハンス・フォン・ビューローと共に舞台に上がっている。後年、ホフマンはアメリカ音楽界の重鎮となっていった。ホフマンはニューヨークに没した。彼はピアノ、声楽、聖歌、バラードそして教会音楽に作品を遺している。